# Borjomi
Borjomi (en georgià: ბორჯომი) és una ciutat balneari del centre-sud de Geòrgia. El 2024 té 11.173 habitants. Està localitzada a 165 km de Tblisi i és un dels sis municipis de la regió de Samtskhé-Djavakheti. Està localitzada al nord-oest de la regió, en la gorja de Borjomi, a l'est del parc nacional de Borjomi-Kharagauli. La ciutat és coneguda per la indústria de l'aigua mineral, el palau d'estiu dels Romanov a Likani i el Parc Nacional de Borjomi-Kharagauli. L'aigua mineral de Borjomi és reconeguda a tot el país i a altres estats de l'antiga Unió Soviètica. Borjomi és una destinació turística mèdica degut a que es considera que les seves aigües minerals són curatives. A banda, a Borjomi també hi ha el parc d'atraccions ecològic més gran del Caucas.

## Geografia
Borjomi està situada al centre-sud de Geòrgia, a 810 metres sobre el nivell del mar.
Ts'aghveri i Akhaldaba són les poblacions més properes a Borjomi (8,5 i 11,8 km respectivament). Khashuri, amb 27.811 habitants és la ciutat més propera. Akhaltsikhe, capital de la regió està a 41,5 km; Gori està a una distància de 61,6 km; Tskhinvali (capital d'Osètia del Sud), a 63 km; Kutaissi, a 74 km; i Tbilisi, a 120 km.

### Població
El municipi de Borjomi té una superfície de 1.204 km². Segons el cens de població del 2014 té 25.214 habitants i segosn estimacions del 2020 en té 24.983. En aquest any té una densitat de població de 20,75 h/km². Ha perdut població progressimavent, ja que en el cens de 1989 s'hi havien comptabilitzat 38.973 habitants.
Segons el cens de 2014, a Borjomi hi viuen 13.184 dones i 12.030 homes. Per grups d'edat, 4.465 tenen menys de 15 anys; 16.560 en tenen entre 15 i 64; i 4.189, en tenen més de 65. El 60,1% de la seva poblacio és urbana (15.162) i el 39,9% viu en un entorn rural (10.162). Segons aquest cens, 900 dels seus habitants són desplaçats interns de Geòrgia.
Respecte els grups humans, el 2014, a Borjomi hi vieuen 21.990 georgians (87,2%), 2.176 armenis, 16 àzeris i 1.030 persones d'altres comunitats. Segons aquest cens, 23.763 són ortodoxos (94,9%), 981 afirmen ser catòlics armenis; 11, musulmans; 153 es consideren d'altres religions; i 141 es consideren no religiosos.

### Clima
Borjomi té un clima subtropical humit, amb hiverns suaus i estius calorosos.
Els mesos més calorosos de Borjomi són l'agost i el juliol. El rècord de les seves temperatures més altes han estat de 39,5 °C (a l'agost) i les mitjanes diàries més altes són de 29,5 i de 28,4 °C (agost i juliol respectivament). Al mes amb les temperatures diàries més baixes és el gener, que té una mitjana de 4,9°C de temperatura màxima. Els mesos més freds són el gener i el febrer. La temperatura més baixa que s'hi ha enregistrat és de 17,6°C (al gener i febrer). Els mesos que han tingut la mitjana més baixa de les temperatures mínimes són els mateixos: 4,1 i 3,6°C (gener i febrer repectivament). La mitjana de precipitacions anuals és de 627,5 mm i el maig és el mes més plujós, amb una mitjana de 91,7 mm; en canvi, el febrer, el gener i el desembre són els que reben menys precipitacions (35 mm, 37,2 mm i 37,9 mm, respectivament). Respecte els dies de pluja, el maig plou una mitjana de 13,3 dies al mes, el febrer, ho fa 7,1 dies, i al desembre, 7,3.

## Història

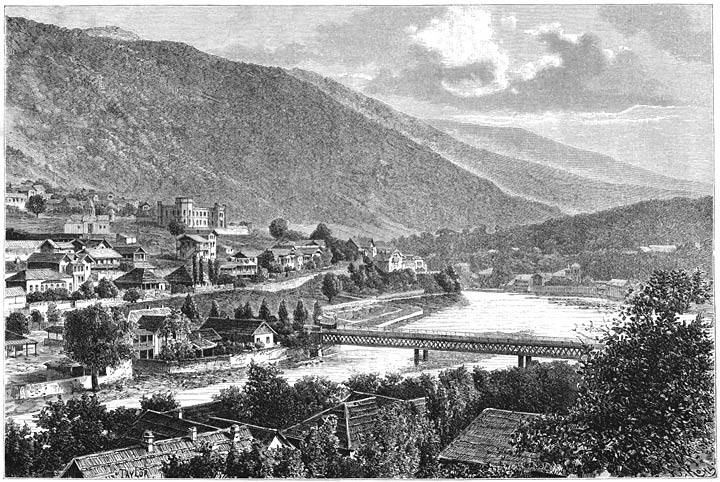
Borjomi al 1887

La història de Borjomi es remunta al segle IX. En aquesta època és una parada de la ruta de la seda. Al segle xix la ciutat es converteix en una destinació popular per l'aristocràcia russa que visiten la ciutat degut als seus balnearis.
A l'edat mitjana, la zona de l'actual Borjomi forma part de la regió històrica de Tori, on hi havien numbrosos fortaleses que defensaven els camins que enllaçaven el sud de Geòrgia amb l'est i l'oest del país. A les montanyes properes a Borjomi hi havia tres importants forts: "Gogia", "Petra" i "Sali". Entre els segles XVI i XIX la família de nobles dels Avalishvili dominava la regió, que va perdre part de la seva població degut als atacs dels otomans.

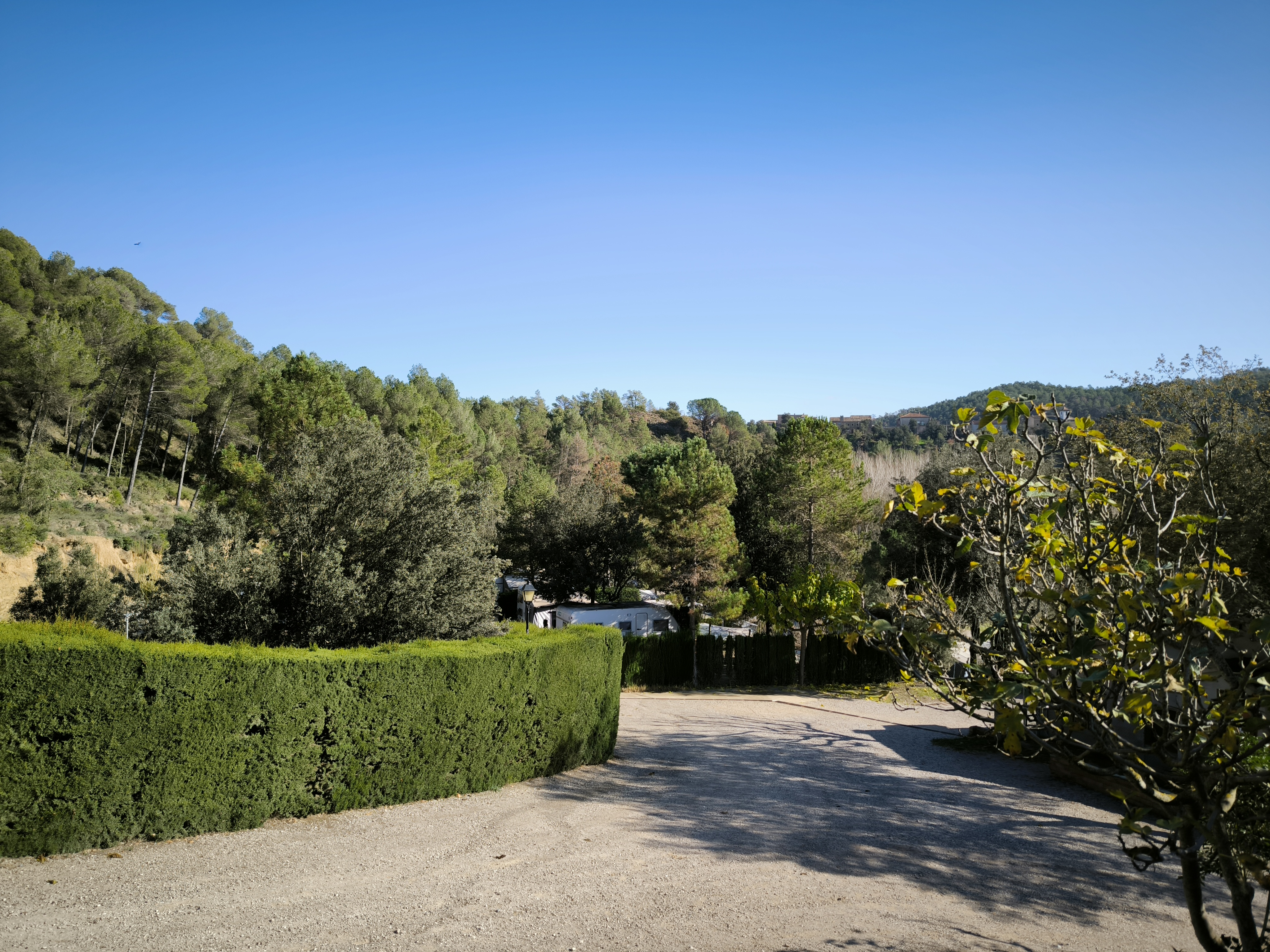
Fortalesa Gogia

Al segle XIX, quan Geòrgia esdevé part de l'Imperi Rus, la zona de Borjomi es revitalitza. A la dècada del 1820 soldats russos comencen a ser presents a la ciutat i a la dècada del 1830, ja es comencen a fer edificis de banys medicinals. A principis de la dècada del 1840 Yevgeny Golovin, virrei del Caucas porta la seva filla a Borjomi perquè es curi. Posteriorment, el virrei Mikhail Vorontsov, fascinat amb les aïgues minerals i els paisatges de Borjomi, la converteix en la seva residència estival i hi fa construir parcs i jardins. A partir d'aquest moment la ciutat esdevé un resort de l'aristocràcia russa anomenat "la perla del Caucas". A la dècada del 1860 s'hi construeixen hotels i es comença a comercialitzar la seva aigua mineral. A la dècada del 1890 el fill del virrei Mikhail Nikolayvich construeix un parc i un castell a Likani, a l'oest de Borjomi. A finals del segle XIX es comença a exportar l'aigua de Borjomi i a principis del segle XX la ciutat rep una immigració deestacada de russos. El 1901 la ciutat té 2.031 russos i 1.424 georgians.
El 1921, després de la invasió soviètica de Geòrgia, el règim soviètic confisca les mansions aristocràtiques i fa que la ciutat esdevingui una ciutat balneari de l'elit del Partit Comunista de la Unió Soviètica. Tot i que la ciutat pateix una inundació el 18 d'abril de 1968, durant l'època soviètica, la ciutat continua creixent.

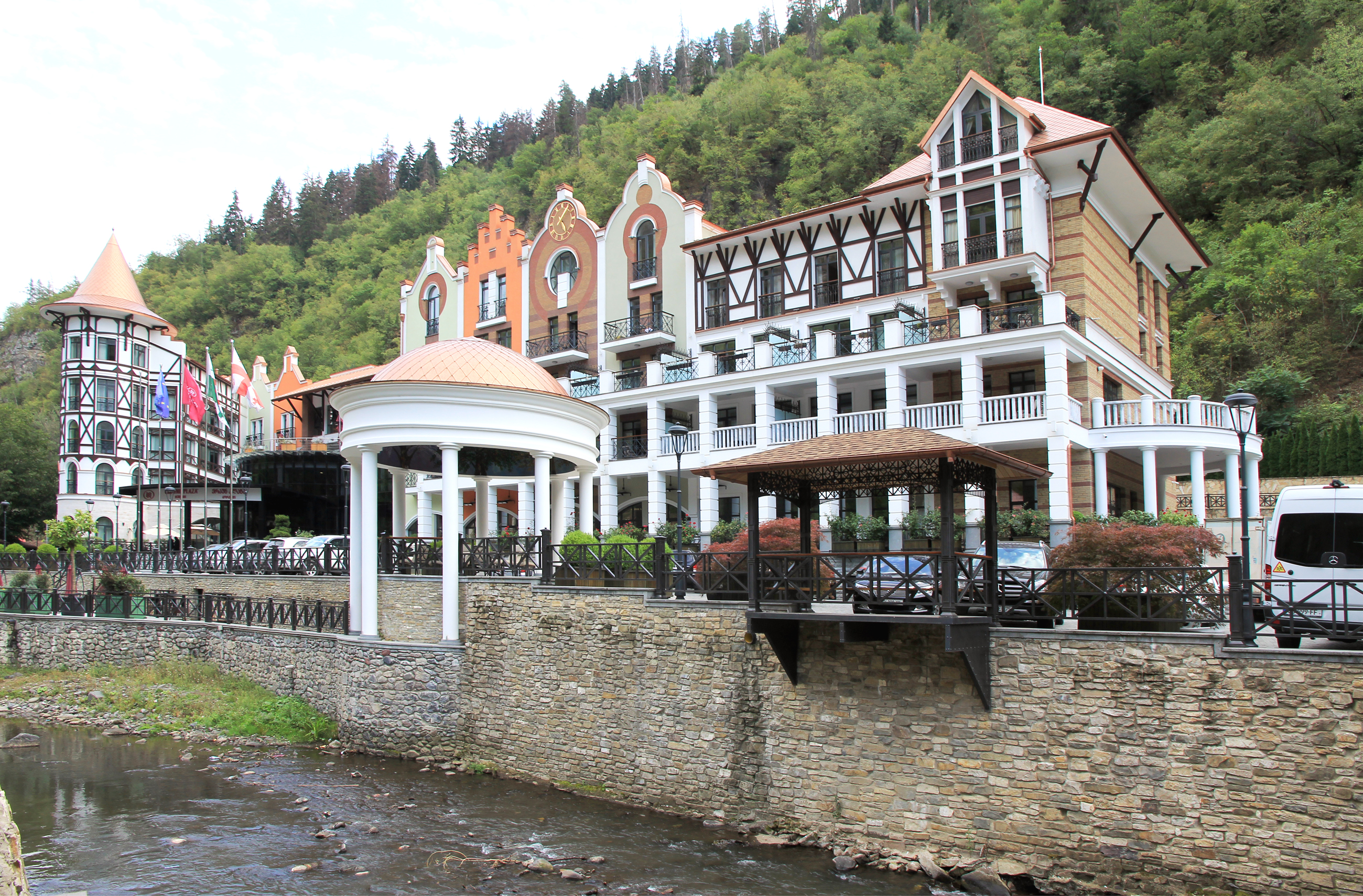
Hotel Spa de Borjomi

En l'època postsoviètica hi ha una crisi econòmica i política que afecta el desenvolupament de Borjomi i la seva regió però continua essent un destí turístic local important de Geòrgia. A la dècada del 2000 es fan noves inversions públiques i privades que ajuden al seu desenvolupament turístic.
Borjomi, juntament amb Bakuriani, fou proposada pel govern georgià com a possible seu del Jocs Olímpics d'Hivern de 2014 el 22 de juny de 2005, però fou eliminada pel Comitè Olímplic Internacional el 22 de juny de 2006.

## Turisme

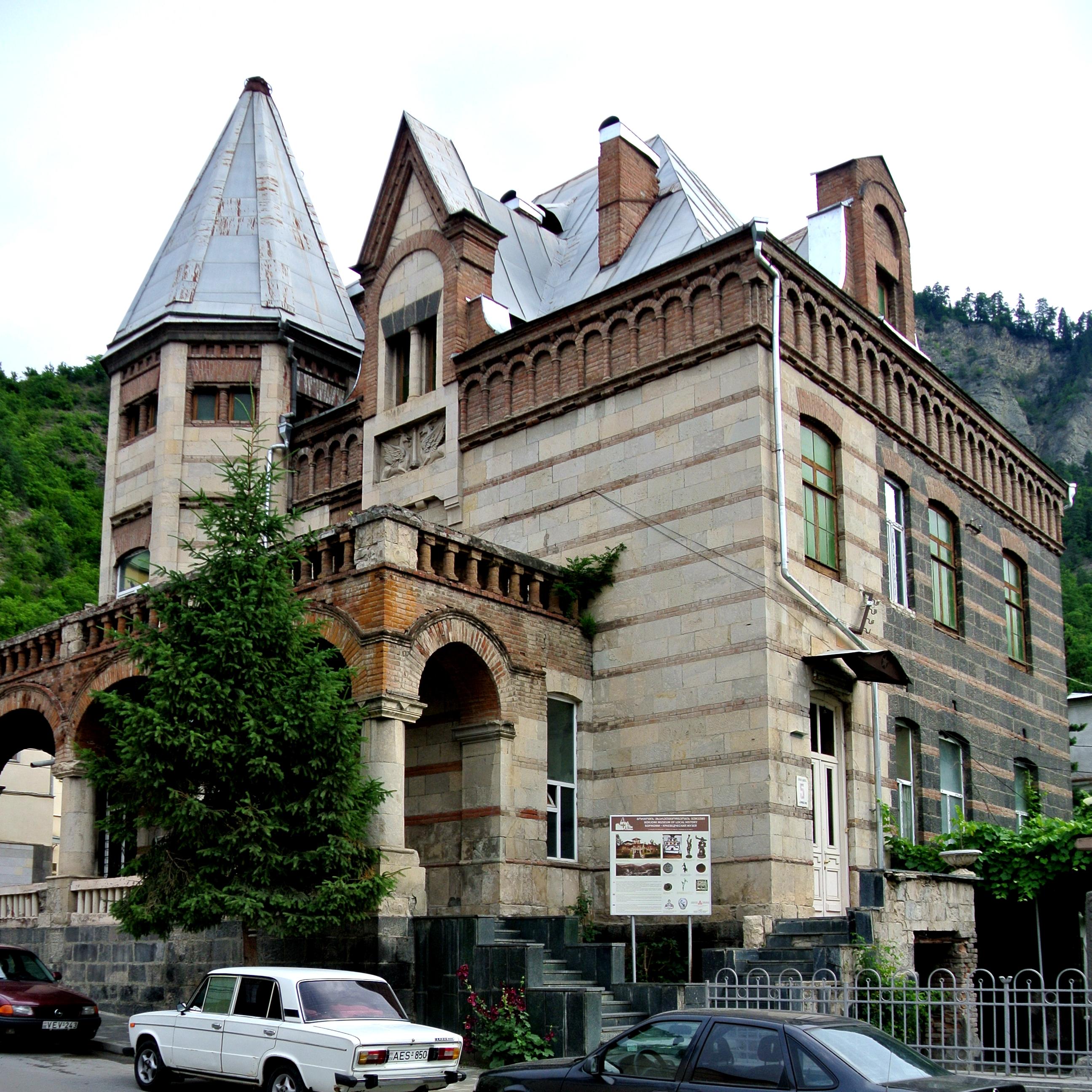
Museu de Borjomi

Els atractius turístics més destacats de Borjomi són:
- Els banys termals Tsar. És un complex termal històric utilitzat per nobles i aristòcrates russos.[9]
- El museu Local de Borjomi.
- L'aeri de Borjomi.
- Parc Nacional de Borjomi-Kharagauli. El parc té la seu a la ciutat de Borjomi.[10] Té una superfície de 85,083 hectàries i representa més del l'1% de la superfície de Geòrgia. En el parc nacional s'hi pot practicar trekking, ciclisme, raquetes de neu, equitació i tours educatius.[11]

## Personalitats notables
- Nikolay Abramashvili (1918-1942). Militar de les forces aèrees soviètiques.
- Nodar Kumaritashvili (1988-2010). Esportista olímpic de luge. Mort en un entrenament als 21 anys d'edat.
- Otto Smik (1922-1944). Militar aviador eslovac de la RAF.